# He-Chaluc

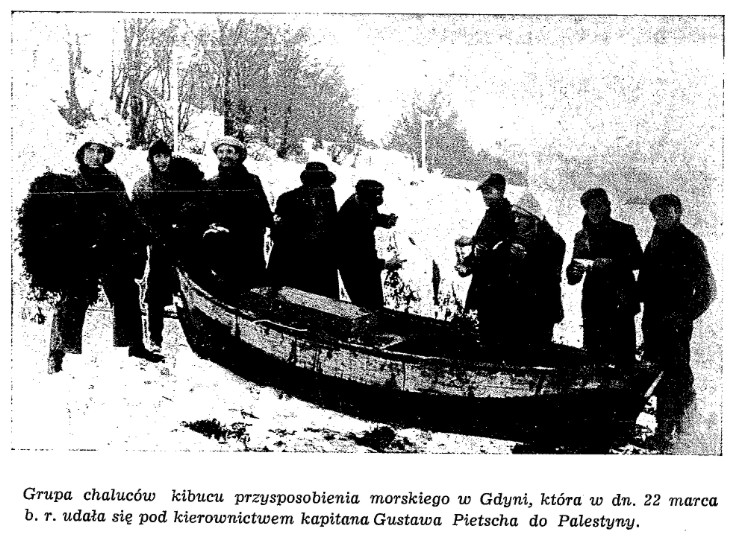
Członkowie organizacji w Gdyni w 1938

He-Chaluc (także Hehaluc, Hechaluc, hebr. החלוץ – pionier, osadnik) – żydowska organizacja młodzieżowa.

## Opis
Organizacja syjonistyczna założona w 1914 w Rosji, której założeniem było ożywienie ruchu syjonistycznego poprzez prowadzenie przygotowań ludności żydowskiej do powrotu na tereny Palestyny. Kolejnym obszarem, gdzie spontanicznie powstawały organizacje He-Chalucu były USA. Podczas I wojny światowej nastąpił upadek ruchu, który nie wykształcił organów kierowniczych, a w związku z tym nie istniała synchronizacja i realny kontakt pomiędzy grupami. Na ziemiach polskich wkroczenie wojsk niemieckich w 1915 i okupacja przyczyniły się do odrodzenia tendencji stworzenia silnej organizacji żydowskiej, która przygotuje Żydów do powrotu (hebr. alija) na Ziemię Izraela (hebr. Erec-Israel). W 1917 powstał tymczasowy komitet organizacyjny, którego zadaniem było stworzenie programu działania w ramach Organizacji Syjonistycznej. Pod koniec 1918 ruch He-Chaluc liczył 4000 członków, w 1921 utworzono w Warszawie światową centralę tej organizacji. Po 1923 powstały jasne zasady ideowe, które mimo pewnych różnic programowych miały jeden wspólny cel, odrodzenie narodu żydowskiego poprzez pracę fizyczną (hebr. hachszara). Podwaliny mieli stworzyć przeszkoleni pionierzy, którzy mimo trudnych warunków stworzą w przyszłej ojczyźnie silne rolnictwo jako podstawę bytu. Początkowo nie wiązano tych działań z projektami politycznymi i wizjami ustroju przyszłego państwa, ale już samo oparcie rolnictwa na kibucach sprawiało, że łączono je z ówczesnymi ideami socjalizmu.
W połowie lat 20. wyodrębnił się ruch młodzieżowy nazwany He-Chaluc ha-Cair (hebr. Młody Pionier), zwany również w Polsce jako Hehaluc Pionier tłumaczony jako „Towarzystwo dla wyszkolenia i wychowania młodzieży żydowskiej dla emigracji do Palestyny”. Odłam ortodoksyjny powołał do życia funkcjonujący na zasadach demokratycznego socjalizmu He-Chaluc ha-Mizrachi oraz He-Chaluc ha-Merkazi (hebr. Centralny Pionier), który następnie zmienił nazwę na He-Chaluc ha-Klal-Cijoni (hebr. Pionier Ogólnego Syjonizmu). Istniała również działająca autonomicznie organizacja Ha-Szomer ha-Cair (hebr. Młody Strażnik). Niebywały wzrost liczby członków He-Chalucu nastąpił wraz z Wielkim Kryzysem po 1929, sześć lat później polski ruch He-Chalucowy liczył ok. 60 tysięcy członków, z czego ponad 20 tysięcy było objętych szkoleniami hachszarowymi. Przy Nowej Organizacji Syjonistycznej powstał ruch zwany He-Chaluc ha-Medinati, ale nie zyskał popularności. Plany He-Chalucu nie zostały w pełni zrealizowane, wiązało się to z wprowadzonymi przez rząd brytyjski ograniczeniami w osadnictwie na obszarze Mandatu Palestyny, przez to wielu Żydów odkładało w czasie plan alii, a następnie wybuchła II wojna światowa.
W 1942 przedstawiciele organizacji działający w getcie warszawskim weszli w skład Żydowskiego Komitetu Narodowego. Po 1944 ruch He-Chalucu odrodził się na terenie Polski w znikomym stopniu, Holocaust oraz zmiany ustrojowe sprawiły, że ta forma działalności nie miała racji bytu.
Jedną z wzorcowych gospodarstw He-Chalucu była zorganizowana przez Hersza i Gabriela Doktorowiczów ferma zlokalizowana na warszawskim Witolinie.